# Aphelinus mali
Aphelinus mali es una avispilla parasitoide de la familia Aphelinidae. Parasita al pulgón del manzano, Eriosoma lanigerum, una plaga de este cultivo en todo el mundo.
Originaria del noreste de Estados Unidos, ha sido introducida en muchos países del mundo como control biológico del pulgón del manzano ().

## Ciclo vital
La hembra deposita el huevo en el huésped, el pulgón. La larva crece dentro del pulgón. El ciclo vital completo lleva alrededor de 25 días. Hay 6 o 7 generaciones por año. La generación otoñal pasa el invierno en estadio de larva o de pupa dentro de su huésped "momificado". El adulto es más pequeño que su huésped. Es negro y pliega las alas sobre el abdomen cuando en reposo.